# Syzygium simillimum
Syzygium simillimum är en myrtenväxtart som beskrevs av Elmer Drew Merrill och Lily May Perry. Syzygium simillimum ingår i släktet Syzygium och familjen myrtenväxter.
Artens utbredningsområde är Fiji. Inga underarter finns listade i Catalogue of Life.